# Annona spraguei
Annona spraguei este o specie de plante angiosperme din genul Annona, familia Annonaceae, descrisă de William Edwin `Ned' Safford. A fost clasificată de IUCN ca specie vulnerabilă. Conform Catalogue of Life specia Annona spraguei nu are subspecii cunoscute.